# Ellikom
Ellikom est une section de la commune belge de Oudsbergen située en Région flamande dans la province de Limbourg. C'était une commune à part entière avant sa fusion avec Meeuwen en 1971. Entre 1977 et 2018, elle faisait partie de Meeuwen-Gruitrode.
Le village est situé à 21 kilomètres au nord-ouest de Maaseik.

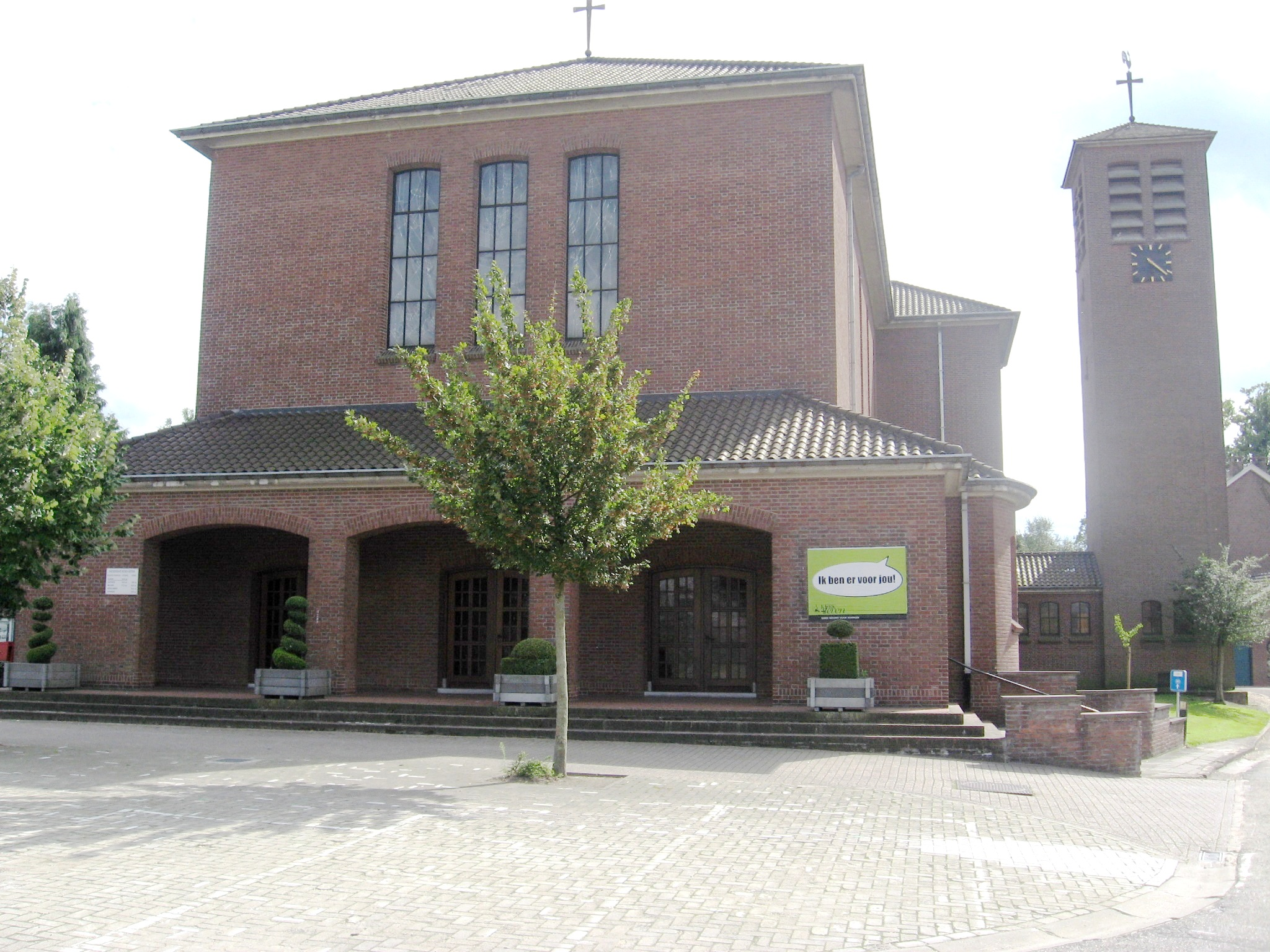
Église Saintes-Herlinde-et-Relinde.

## Évolution démographique
- Sources: INS, www.limburg.be et Commune de Meeuwen-Gruitrode